# Revilla del Campo
Revilla del Campo ist ein Ort und eine 94 Einwohner (Stand: 2024) zählende Gemeinde der Provinz Burgos in der Autonomen Gemeinschaft Kastilien-León (Castilla y León). Sie gehört zur Comarca Alfoz de Burgos.
Die Gemeinde setzt sich aus dem Hauptort Revilla del Campo und der Ortschaft Quitanalara zusammen.

## Lage
Revilla del Campo liegt etwa 25 Kilometer südöstlich von Burgos auf einer durchschnittlichen Höhe von 951 m am Río de los Ausines, der hier entspringt. 

## Bevölkerungsentwicklung
| Jahr      | 1970 | 1981 | 1991 | 2001 | 2011 | 2020 |
| Einwohner | 273  | 152  | 123  | 127  | 113  | 106  |

## Sehenswürdigkeiten
- Kirche Mariä Geburt (Iglesia de Nuestra Señora de la Natividad) in Revilla del Campo
- Pantaléonskirche (Iglesia de San Pantaléon) in Quintanalara

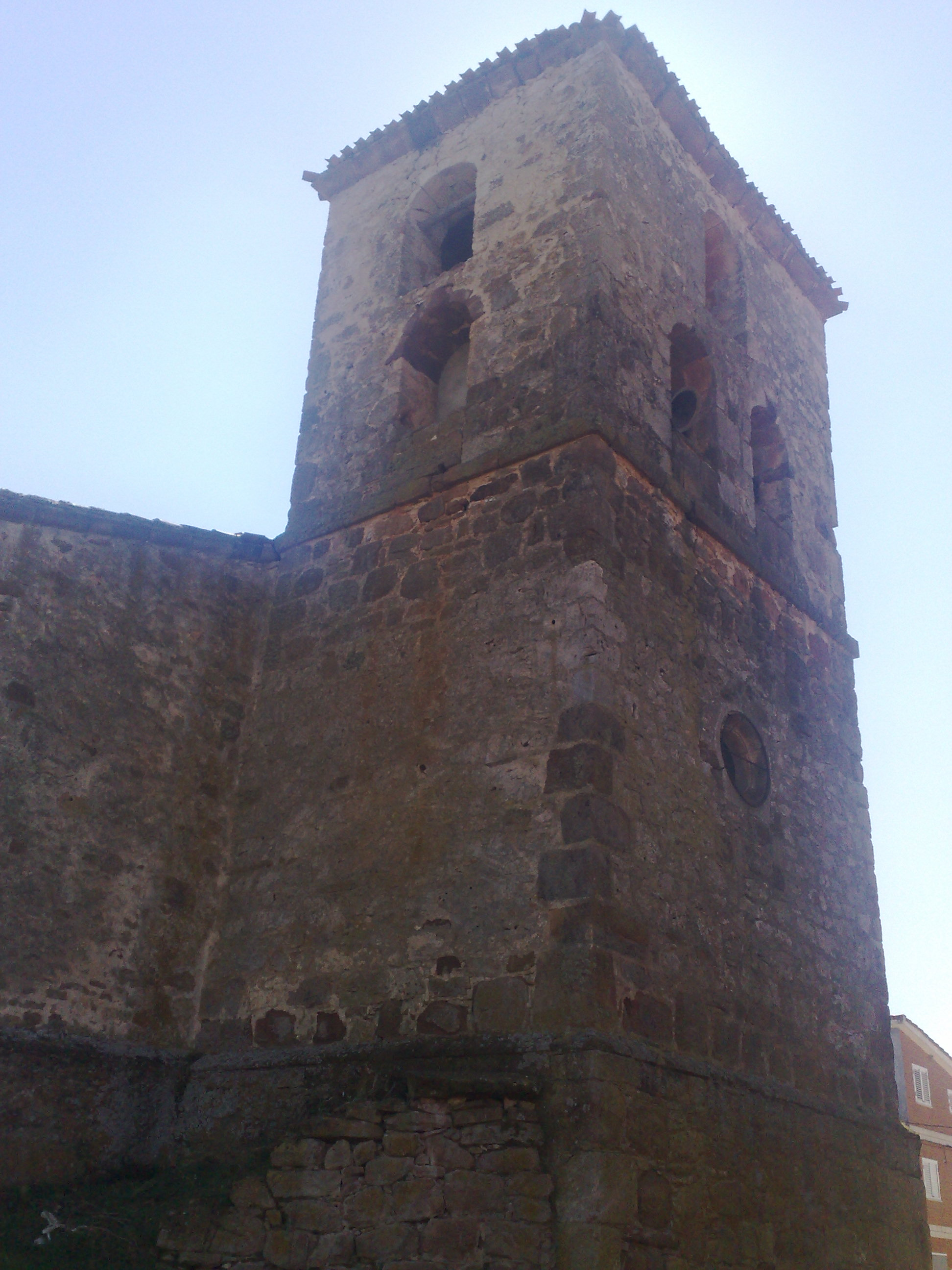
Pantaléonskirche

## Persönlichkeiten
- Odorico Sáiz (1912–2012), Apostolischer Vikar von Requena (1973–1987)